# Santa Cruz do Douro
Santa Cruz do Douro is een plaats (freguesia) in de Portugese gemeente Baião en telt 1 803 inwoners (2001).